# Veliki Mošunj
Veliki Mošunj je naseljeno mjesto u općini Vitez, Federacija Bosne i Hercegovine, BiH.

## Povijest
U Velikom Mošunju je 1913. godine pronađen kratki brončani mač iz kasnog brončanog doba (9. stoljeće pr. Kr.), a čuva se u Zemaljskom muzeju u Sarajevu.

## Stanovništvo

### 1991.
Nacionalni sastav stanovništva 1991. godine, bio je sljedeći:
ukupno: 273
- Hrvati - 258
- Jugoslaveni - 1
- ostali, neopredijeljeni i nepoznato - 14

### 2013.
Nacionalni sastav stanovništva 2013. godine, bio je sljedeći:
ukupno: 164
- Hrvati - 162
- Srbi - 1
- ostali, neopredijeljeni i nepoznato - 1